# ميتولازون
ميتولازون هو مدرَ للبول شبيه بالثيازيد، يتم تسويقه تحت الأسماء التّجارية التالية:
Zytanix (Zydus Cadila)، Zaroxolyn و Mykrox.
يستخدم في المقام الأول لعلاج قصور القلب الاحتقاني وارتفاع ضغط الدم. ميتولازون يقللّ بشكل غير مباشر كميّة المياه التي يتمّ إعادة امتصاصها من الكلى عن طريق الدّم، بالتّالي ينخفض حجم الدّم ويزداد حجم البول، وهذا من شأنه أن يخفض ضغط الدم ويمنع تراكم السوائل الزائدة عند المرضى الذين يعانون من فشل القلب. ويستخدم الميتولازون أحياناً جنباً إلى جنب مع مدرّات البول العرويّة مثل فوروسيميد أو بوميتانيد، ولكن هذه المجموعات فعّالة للغاية ويمكن أن تؤدي إلى الجفاف واضطراب في مستويات الكهرليّات.

## تاريخ الدواء
نشأ الميتولازون في عام 1970م على يد الهندي الكيميائي الدكتور بولا فيذال شيتي، الذي كانت له نشاطًات واسعة في مساعدة الولايات المتحدة للأغذية والدواء في مراجعة تطبيقات الأدوية، وفي تطوير أدوية جديدة. وسرعان ما اكتسب الميتولازون شعبية وانتشاراً واسعين نظراً لانخفاض آثاره الجانبية على الكلى بالمقارنة مع غيره من مدرات البول (خاصة الثّيازيدات) في المرضى الذين يعانون من القصور الكلوي. يتم تسويقه تحت أكثر من اسم تجاري مثل: MELA (من شركة RPG علوم الحياة) وZytanix (من شركة (Zydus.

## هيكل الدواء
ميتولازون هو كينازولين، وهو مشتقّ من مدر البول الشّبيه به «كوينيثازون»، ومن السلفوناميد أيضاً. وهو مرتبط بنظائر ال 1,2,4-benzothiadizine-1,1-dioxide (benzothiadiazine) وتسمى هذه الأدوية بنزو- ثيازايدات، أو الثيازيدات للاختصار. كيميائيا، ميتولازون ليس benzothiadiazine استبداله، وبالتالي ليس تقنيا ثيازيد. ومع ذلك، منذ ميتولازون، وكذلك أدوية أخرى مثل indapamide، تعمل على نفس الهدف كما الثيازيدات وتتصرف بطريقة دوائية مشابهة، فهي تعتبر «مدرات البول مثل ثيازيد». لذلك، غالبا ما يتم تضمينها في مدرات البول الثيازيدية على الرغم من عدم الثيازيدات أنفسهم.

## آلية العمل

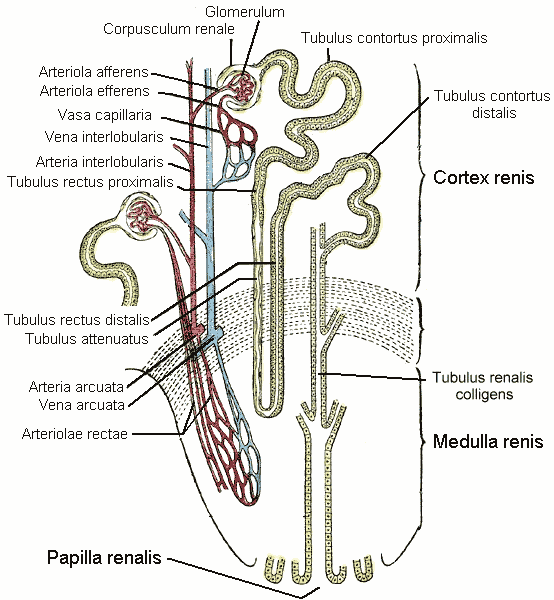

الهدف الرئيسي لجميع مدرات البول الثيازيدية، بما في ذلك ميتولازون، هو أنبوب الملتوية البعيدة الصغير، وهو جزء من الوحدة الكلوية في الكلى، حيث تقوم مدرات البول بمنع تبادل الصوديوم كلورايد.
في الكلى، يتم تصفية الدم في التجويف، من أنبوب الوحدة الكلوية الصغير. كل ما تبقى في الأنبوب الصغير سيتوجه إلى المثانة على شكل بول، وفي نهاية المطاف يتم التخلص منه خارج الجسم. الخلايا المبطنة للأنبوب تقوم بتعديل السائل في الداخل، عن طريق امتصاص بعض المواد والتخلص من بعضها الآخر. جانب واحد من الخلية (الجانب القمّي) يواجه التجويف. الجانب الآخر (الجانب القاعديّ) يواجه الفضاء بين الأنسجة الخلوية قرب الأوعية الدموية. الأطراف الأخرى مرتبطة بإحكام بالخلايا المجاورة.
كما هو الحال مع باقي المناطق الأخرى في الجسم، خلايا الأنبوب في أنبوب الملتوية البعيدة الصغير تمتلك مضخة ATP - الصوديوم والبوتاسيوم (Na+/K+-ATPase)، والتي تستخدم الطاقة من ATP لنقل ثلاثة أيونات صوديوم إلى الخارج من السطح القاعديّ (نحو الأوعية الدموية)، وفي نفس الوقت تنقل اثنين من أيونات البوتاسيوم إلى الداخل. كما تمتلك الخلايا الأنبوبية في أنبوب الملتوية البعيدة الصغير غشاء يسمح بتبادل الصوديوم - كلورايد على الجانب القمّي، والذي يسمح لأيون صوديوم واحد وأيون كلورايد واحد بالانتشار معاً إلى الداخل بدون الحاجة إلى الطاقة من ناحية التجويف (حيث يتشكل البول) في الخلية الداخلية. حيث يتم ضخ الصوديوم خارج الخلية من قبل مضخة ال ATPase ، فإن تركيزها يقل داخل الخلايا، وتبدأ كميات إضافية من الصوديوم بالانتشار إلى الداخل من تجويف الأنبوب الصغير كتعويض. كما يتم انتشار الكلورايد عبر الغشاء القاعديّ إلى الداخل كذلك. وتنتشر المياه بدون الحاجة إلى الطاقة بشكل يحفاظ على تساوي التوتر. وتنتشر الكميات الزائدة من الكلورايد والبوتاسيوم خارج الخلية بدون الحاجة إلى الطاقة من خلال القنوات القاعدية في الفضاء بين الأنسجة الخلوية، وترافقهم المياه. يتم ضخ الماء، الكلوريد والصوديوم إلى الخارج من قبل مضخة ال ATPase ، بحيث يتم امتصاصهم في مجرى الدم.
الميتولازون ومدرات البول الثيازيدية الأخرى تمنع وظيفة الغشاء الذي يسمح بتبادل الصوديوم- كلورايد، وبمنع الصوديوم والكلورايد، يمنع الماء أيضاً من مغادرة التجويف لدخول خلية الأنبوب الصغير. ونتيجة لذلك، يبقى الماء في التجويف ويتم إفرازه على شكل بول، بدلاً من إعادتها بالامتصاص إلى مجرى الدم. حيث أن معظم كمية الصوديوم في التجويف قد تم إعادة امتصاصها في الوقت الذي يصل فيه الترشيح إلى أنبوب الملتوية البعيدة الصغير، مدرات البول الثيازيدية لها تأثير محدود على توازن الماء وعلى مستويات الاليكتروليت. ومع ذلك، فإن استخدامها يمكن أن يرتبط بمستويات صوديوم منخفضة، استنزاف في الحجم، وانخفاض ضغط الدم، وآثار سلبية أخرى.

## حركيّة الدواء
الميتولازون لا يتوفر إلا في مستحضرات صيدلانية تؤخذ عن طريق الفم فقط. ما يقرب من 65٪ من الكمية المبتلعة تصبح متوفرة في مجرى الدم. الفترة التي يحتاجها الدواء ليصل إلى نصف تركيزه في الدم هي أربعة عشر ساعة تقريباَ، وهو بذلك يشبه الإندوبامايد ولكن هذا الوقت يعتبر طويلأ جداً بالمقارنة بالهيدروكلوروثيازيد. يعتبر الميتولازون أقوى من الهيدروكلوروثيازيد بحوالي عشرة أضعاف. الطريقة الأساسية للتخلص من الدواء خارج الجسم هي عن طريق البول (حوالي 80٪)؛ الكمية المتبقية يتم التخلص منها بالتناصف بين إفراز المرارة والأيض إلى أشكال غير نشطة.

## الاستخدامات
أحد الاستخدامات الأساسية للميتولازون هو علاج احتباس السوائل المرتبط بفشل القلب الاحتقاني (CHF). في قصور القلب الخفيف، يمكن استخدام الميتولازون أو أي من مدرات للبول الأخرى وحدها أويمكن استخدامها مجتمعة مع مدرات البول الأخرى في حالات فشل القلب المعتدلة أو الشديدة. بالإضافة إلى منع تراكم السوائل، استخدام ميتولازون قد يسمح للمريض من تخفيف تقيّده بكمية الصوديوم المطلوبة يومياً. على الرغم من أن معظم مدرات البول الثيازيدية تفقد فعاليتها في حالات الفشل الكلوي، إلا أن الميتولازون يبقى نشطاً حتى عندما يكون معدل الترشيح الكبيبي (GFR) أقل من 30-40 مل / دقيقة (الفشل الكلوي المعتدل). وهذا يعطي الميتولازون ميزة كبيرة على مدرات البول الثيازيدية الأخرى، ذلك لأن فشل الكلى والقلب يتزامنان في كثير من الأحيان ويسهمان في احتباس السوائل.
ويمكن استخدام الميتولازون أيضاً في علاج أعراض المرض الكلوي (الكلى)، مثل الفشل الكلوي المزمن أو المتلازمة الكلوية. الفشل الكلوي المزمن يسبب احتباس في السوائل الذي غالباً ما يتم التعامل معه عن طريق تعديلات في النظام الغذائي ومدرات البول. ويتم استخدام الميتولازون جنباً إلى جنب مع مدرات البول الأخرى (عادة مدرات البول حلقة) لعلاج مقاومة مدرات البول عند مرضى فشل القلب الاحتقاني CHF))، الفشل الكلوي المزمن، والمتلازمة الكلوية. استخدام الميتولازون ومدرات البول حلقة معاً في آن واحد يعزز من تأثيرهما في إدرار البول بشكل أفضل من استخدام أي منهما على حدا. استخدام هذه المجموعة، يجعل إدرار البول يحدث في مناطق مختلفة من الوحدة الكلوية، مدر البول يعمل على حلقة هنلي، وميتولازون يعمل على أنبوب الملتوية البعيدة. لذلك كثيراً ما يتم وصف الميتولازون مع مدر البول الحلقة. يمكن استخدام الميتولازون أيضاً للسيطرة على احتباس السوائل الناجم عن تليف الكبد.
الاستخدام الرئيسي الآخر للميتولازون هو لعلاج ارتفاع ضغط الدم. مدرات البول الثيازيدية (عادة ليس الميتولازون)، كثيراً ما تستخدم وحدها كالخط الأول لعلاج ارتفاع ضغط الدم الخفيف. كما أنها تستخدم في تركيبة مع أدوية أخرى لعلاج ارتفاع ضغط الدم الذي يصعب علاجه. كما تمت التوصية في «التقرير السابع للجنة الوطنية المشتركة للوقاية والكشف والتقييم، وعلاج ارتفاع ضغط الدم» (JNC 7) بمدرات البول الثيازيدية كالخط الأول لعلاج ارتفاع ضغط الدم. هيدروكلوروثيازيد هو الأكثر استخداماً لهذا الغرض، حيث أنها أفضل من حيث أن عدد الدراسات عليه أكثر وأرخص (حوالي أربع مرات) من ميتولازون، على الرغم من ذلك يستخدم الميتولازون للمرضى الذين يعانون من الفشل الكلوي المعتدل.

## السميّة والآثار الجانبية
بما أن مدرات البول الثيازيدية تؤثر على نقل الاليكتروليت والماء في الكلى، فإنها يمكن أن تكون مسؤولة عن الاختلالات في توازن الماء ومستويات الاليكتروليت. التخلص من الكثير من السوائل يمكن أن يسبب استنزافاً في الحجم وانخفاضاً في ضغط الدم. وقد تنتج أنواع مختلفة من فقدان التوازن في مستويات الاليكتروليت، بما في ذلك نقص صوديوم الدم (انخفاض الصوديوم)، نقص بوتاسيوم الدم (انخفاض البوتاسيوم)، نقص كلورايد الدم (اخفاض الكلورايد)، نقص مغنيزيوم الدم (انخفاض المغنيسيوم)، فرط كالسيوم الدم (ارتفاع الكالسيوم)، وفرط حمض يوريك الدم (ارتفاع حمض اليوريك). وهذا قد تؤدي إلى الدوخة، والصداع، أو عدم انتظام ضربات القلب (خفقان). ومن الآثار الجانبية الخطيرة، على الرغم من أنها نادرة، تشمل: فقر الدم اللاتنسجيّ، التهاب البنكرياس، وندرة المحببات، واحتباس السوائل الوعائي. ميتولازون، مثل مدرات البول الثيازيدية الأخرى، قد يكشف داء السكري الكامن أو يفاقم مرض النقرس، وخاصة من خلال تفاعله مع الأدوية المستخدمة لعلاج النقرس. بالإضافة إلى ذلك، مدرات البول الثيازيدية، بما في ذلك ميتولازون، عبارة عن سلفوناميدات، بالتالي فإن ذوي فرط الحساسية للالسلفوناميدات قد يتحسسون أيضاً من الميتولازون.

## كيمياء الدواء
استخدام مشتقات حمض الأنثرانيليك المنشطة يسهل إعداد الأميدات في الحالات التي تكون فيها الأمينات إما خاملة أو من الصعب الحصول عليها.

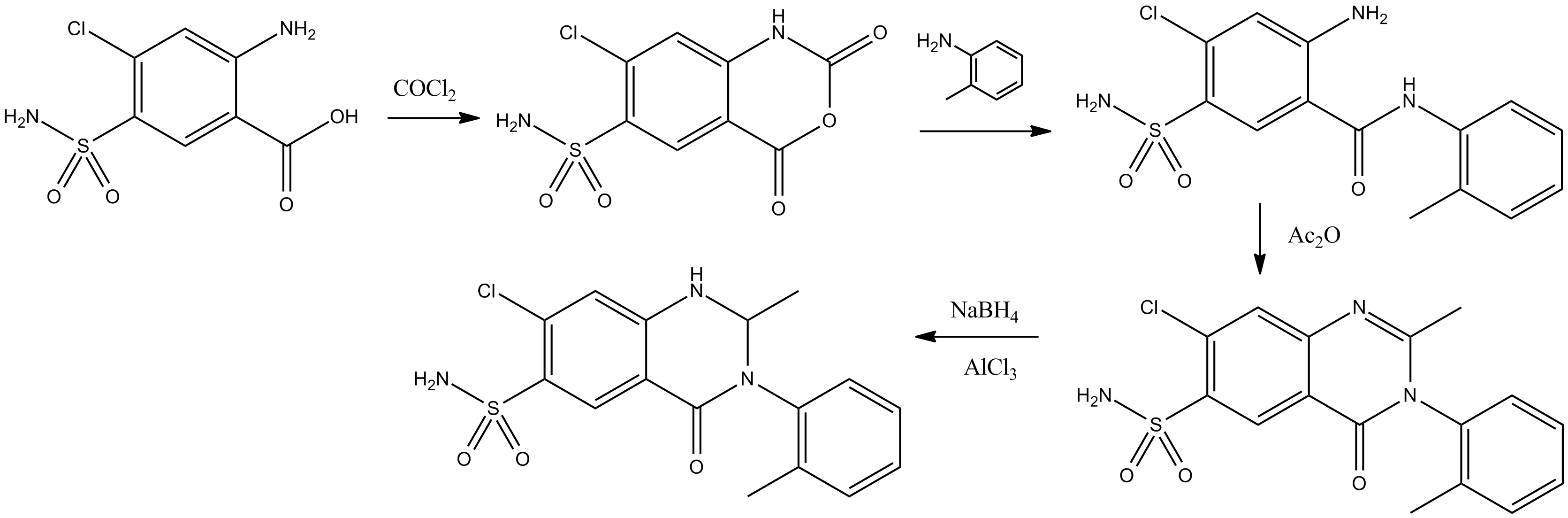
مركز الميتولازون.

وهكذا، التفاعل (1) مع الفوسجين يعطي الأنهيدريد أيزوتونك النشط (2). تكثف ذلك مع أورثو- طولويدين أدى إلى المنتج (3) الذي تشكل مع خسارة جزيء واحد من ثاني أكسيد الكربون في نفس الوقت. ومن ثم يتم تحويل هذا إلى كوينازولون (4) عن طريق التسخين مع أسيتك أنهيدريد. التفاعل مع بوروهيدريد الصوديوم بوجود كلوريد الألومنيوم بشكل انتقائي يقلل من الرابطة المزدوجة لإنتاج الميتولازون (المدر للبول) (5).

## وصلات خارجية
- http://pubchem.ncbi.nlm.nih.gov/summary/summary.cgi?cid=4170. Accessed on January 25, 2006.
- http://redpoll.pharmacy.ualberta.ca/drugbank/cgi-bin/getCard.cgi?CARD=APRD01109.txt. Accessed on January 25, 2006.
- http://www.ijp-online.com/article.asp?issn=0253-7613;year=1974;volume=6;issue=1;spage=40;epage=53;aulast=Vithal;type=0. Accessed on January 25, 2006.
- http://www.centaurpharma.com/pdf/news/metolaz-scrip.pdf [PDF]. Accessed on January 25, 2006.